# Calamus caesius
Calamus caesius är en enhjärtbladig växtart som beskrevs av Carl Ludwig von Blume. Calamus caesius ingår i släktet rottingpalmer och familjen palmer (Arecaceae). Inga underarter finns listade i Catalogue of Life. Det svenska trivialnamnet segarotting förekommer för arten.
Arten växer i Sydostasien från Malackahalvön till Sumatra, Borneo och Palwan. Den hittas vanligen i låglandet i områden nära vattendrag och sjöar som ofta översvämmas. Sällan når palmen högre lägen till 800 meter över havet.
Sagarottingens fibrer används för att framställa korgar, möbler och mattor.